# Q
Q, q — семнадцатая буква базового латинского алфавита, называется «ку» (в английском языке — «кью»).
Существуют языки, в которых буква Q не столь распространена(английский, немецкий) или практически не используется(польский, эстонский, литовский, латышский).
- В биохимии Q — символ глутамина.
- В химии q — символ коэффициента реакции.
- В астрономии Q — префикс предварительного обозначения комет, астероидов и малых планет, открытых с 16 по 31 августа любого года. Символом q, также, обозначается расстояние в перигелии (в основном, для орбит комет).
- В международной системе номерных знаков транспортных средств обозначает Катар.
- В финансах — на Нью-Йоркской фондовой бирже обозначает компанию Qwest Communications International Inc.
- В языках программирования Q — эквациональный язык программирования.
- В программировании Q — название виртуальной машины с открытым исходным кодом.
- В физике q — символ электрического заряда, а Q — количества теплоты.
- В математике {\displaystyle \mathbb {Q} } обозначает ряд всех рациональных чисел, а q иногда используется как переменная величина для одного произвольного простого числа, которое на определённую величину больше, чем простое число p. Например, {\displaystyle q=2p+1} и {\displaystyle 2\leq p<q}. Также {\displaystyle q=p^{n}} используется для обозначения числа элементов конечного поля {\displaystyle \mathbb {F} _{q}}.
- В механике Q обозначает объёмный расход жидкости.
- В механике и радиотехнике Q обозначает добротность.
- В теоретической механике q обозначает обобщённые координаты.
- В военном деле Q обозначает противолодочный корабль.
- В экономике Q обычно обозначает количество.
- В игральных картах Q обозначает даму (англ. Queen)

## История
| V24 |

| V24 |

В семитских языках буква имела звуковое соответствие [q] — звук типичный для семитских языков, но отсутствующий в большинстве индоевропейских языков. В греческом языке знак коппа (Ϙ), вероятно, обозначал несколько лабиализованных задненёбных взрывных согласных, среди которых [kʷ] и [kʷʰ]. В результате более поздних звуковых изменений в греческом языке эти звуки преобразовались, соответственно, в [p] и [pʰ]. Таким образом, коппа трансформировалась в две буквы: коппа (для обозначения только числа 90) и буква фи (Φ), сохранившаяся в современном греческом языке.

## Компьютерные кодировки
В Юникоде заглавной букве Q соответствует U+0051, строчной q — U+0071.
В кодах ASCII заглавной букве Q соответствует 81, строчной q — 113, в двоичной системе, соответственно, 01010001 и 01110001.
Код EBCDIC для заглавной Q — 216, для строчной q — 152.
Цифровые значения в HTML и XML — «&#81;» и «&#113;» для верхнего и нижнего регистра, соответственно.

## Использование
В большинстве современных европейских языков с латинской письменностью, таких как романские (кроме румынского языка) и германские языки, буква Q почти всегда встречается только в диграфе QU. В английском и немецком языках этому диграфу почти всегда соответствует сочетание звуков [kw], кроме заимствований из французского и испанского, где она читается как /k/. В французском, португальском, испанском и каталанском языках читается как [k]. В старой орфографии шведского языка и до сих пор во многих шведских фамилиях используется в составе диграфа QV.
Широко используется в гренландском алфавите; часто стоит в конце слова.
В семитских языках используется для транслитерации эмфатического звука (в арабском языке — буква ﻕ (каф)).
В андских языках (кечуа, аймара) буква Q означает глухой увулярный взрывной согласный [q], а также входит в состав диграфов Q’ и QH, означающих абруптивный [q’] и придыхательный [qʰ] соответственно.
В азербайджанском языке буква Q даёт звук [g], например слово Qarabağ (рус. Карабах) произносится как [ɡɑˈɾɑbɑɣ].
Во многих языках применяется для обозначения звука МФА /q/ (к примеру, в тюркских языках, использующих латиницу).
| Название по-русски: ку. Код НАТО: Quebec (/keˈbek/, [кэбэ́к]). Азбука Морзе: −−·− |                   |                                     |        |
| \| ● \| ● \| \| ● \| ● \| \| ● \| ○ \| Шрифт Брайля                              | Семафорная азбука | Флаги международного свода сигналов | Амслен |
| ●                                                                                | ●                 |                                     |        |
| ●                                                                                | ●                 |                                     |        |
| ●                                                                                | ○                 |                                     |        |